# Kadiogo
Kadiogo is een van de 45 provincies van Burkina Faso. De hoofdstad is Ouagadougou.

## Bevolking
In 1996 leefden er 941.894 mensen in de provincie. In 2019 waren dat er naar schatting 3.032.000.

## Geografie
Kadiogo heeft een oppervlakte van 2.805 km² en ligt in de regio Centre.
De provincie is onderverdeeld in 7 departementen: Konki-Ipala, Komsliga, Koubri, Ouagadougou, Pabre, Saaba en Tanghin-Dassouri.

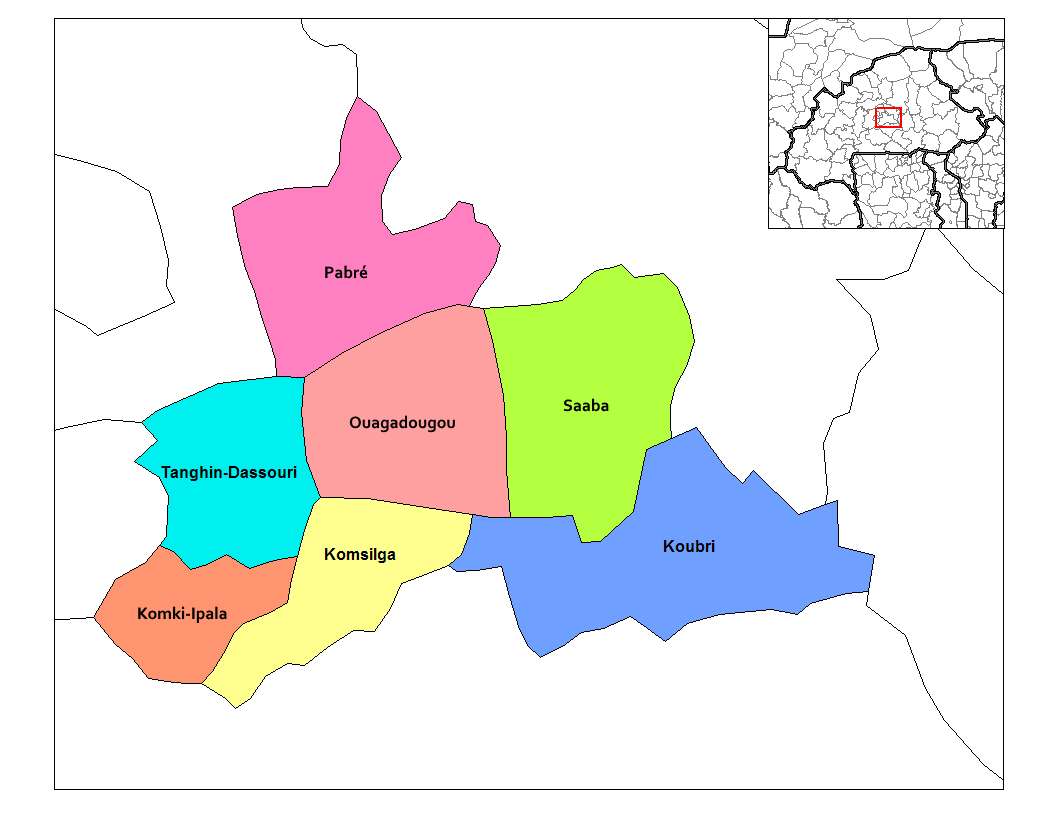
Departementen van Kadiogo

Balé · Bam · Banwa · Bazéga · Bougouriba · Boulgou · Boulkiemdé · Comoé · Ganzourgou · Gnagna · Gourma · Houet · Ioba · Kadiogo · Kénédougou · Komondjari · Kompienga · Kossi · Koulpélogo · Kouritenga · Kourwéogo · Léraba · Loroum · Mouhoun · Nahouri · Namentenga · Nayala · Noumbiel · Oubritenga · Oudalan · Passoré · Poni · Sanguié · Sanmatenga · Séno · Sissili · Soum · Sourou · Tapoa · Tuy · Yagha · Yatenga · Ziro · Zondoma · Zoundwéogo